# Coelinius
Coelinius is een geslacht van insecten uit de orde vliesvleugeligen (Hymenoptera) en de familie schildwespen (Braconidae).

## Soorten
Deze lijst van 44 stuks is mogelijk niet compleet.
- C. acicula (Riegel, 1982)
- C. acontia (Riegel, 1982)
- C. alberta (Riegel, 1982)
- C. alima (Riegel, 1982)
- C. alrutzae (Riegel, 1982)
- C. apterus (Curtis, 1829)
- C. arizona (Riegel, 1982)
- C. arnella (Riegel, 1982)
- C. bakeri (Riegel, 1982)
- C. baldufi (Riegel, 1982)
- C. calcara (Riegel, 1982)
- C. columbia (Riegel, 1982)
- C. crota (Riegel, 1982)
- C. dreisbachi (Riegel, 1982)
- C. dubius (Riegel, 1982)
- C. duplater Shenefelt, 1974
- C. ellenaae (Riegel, 1982)
- C. ferrugineus (Gahan, 1913)
- C. festus Goureau, 1851
- C. frisoni (Riegel, 1982)
- C. fuliginosus (Curtis, 1829)
- C. garthi (Riegel, 1982)
- C. hayesi (Riegel, 1982)
- C. hopkinsii Ashmead, 1893
- C. hydrelliae Kawall, 1867
- C. jeanae (Riegel, 1982)
- C. longiterga Sharma, 1984
- C. marki (Riegel, 1982)
- C. marylandicus (Riegel, 1982)
- C. minnesota (Riegel, 1982)
- C. montana (Riegel, 1982)
- C. muesebecki (Riegel, 1982)
- C. nellae (Riegel, 1982)
- C. niobrara (Riegel, 1982)
- C. obscurus (Curtis, 1829)
- C. ohioensis (Riegel, 1982)
- C. opertus Astafurova, 1998
- C. parvipennis (Thomson, 1895)
- C. parvulus (Nees, 1811)
- C. robinae (Riegel, 1982)
- C. ruthae (Riegel, 1982)
- C. sommermanae (Riegel, 1982)
- C. venustus Marshall, 1898
- C. versicolor Wharton, 1991